# SS Arabic (1908)
SS Arabic foi um navio de passageiros construído pelo estaleiro alemão AG Weser, em Bremen.

## História

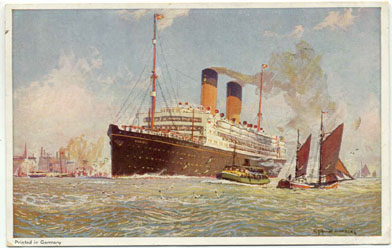
Cartão postal do SS Arabic

O lançamento do Arabic ocorreu no dia 7 de novembro de 1908, o navio foi lançado junto com o SS Berlin. Ele fez sua viagem inaugural em 1 de maio de 1909 a partir de Nova Iorque, com escala entre Genova e Bremerhaven. Durante a Primeira Guerra Mundial, ele foi convertido em um cruzador auxiliar pela Marinha Alemã, atuando como um lança-minas, entre a Irlanda do Norte e Escócia.
No dia 27 de outubro de 1914, o couraçado britânico HMS Audacious foi atingido uma das minas lançadas pelo Arabic na costa de Donegal. Após colocar minas sobre a costa da Irlanda do Norte, ele se refugiou em Trondheim, com danos causados por tempestades.
Em dezembro de 1919, o navio foi dado ao controlador de navios. Cerca de um ano mais tarde, em 1920, ele foi adquirido pela White Star Line, sendo recolocado em Portsmouth. Em setembro de 1921, ele fez sua viagem inaugural como um navio da White Star Line, navegando de Southampton para Nova Iorque. Em seguida, ele foi transferido para navegar entre o Mediterrâneo e Nova Iorque. Em 1924, ele foi novamente transferido, desta vez ele navegou entre Hamburgo e Nova Iorque. No final daquele ano, Arabic teve seu alojamento modificado, e em outubro de 1926, Arabic fez sua primeira viagem sob a Red Star Line, que o operou até o ano de 1930, quando ele voltou para a White Star Line. Arabic teve sua acomodação de passageiros novamente modificada, e em menos de 1 ano depois, ele foi vendido para desmantelamento em Génova.